# Glossotrophia commutata
Glossotrophia commutata är en fjärilsart som beskrevs av Franz Dannehl 1933. Glossotrophia commutata ingår i släktet Glossotrophia och familjen mätare. Inga underarter finns listade i Catalogue of Life.